# Tony Jeapes
Antony (Tony) Showan Jeapes CB OBE MC (* 6. März 1935 in New Malden, Surrey, heute ein Stadtteil von London, England) ist ein Offizier der British Army, der 1990 als Generalmajor pensioniert wurde.

## Leben
Jeapes ging nach dem Schulabschluss an die Royal Military Academy Sandhurst. Als Leutnant wurde er 1958 zum ersten Mal zum 22. Special-Air-Service-Regiment, das damals in Malaysia stationiert war, abkommandiert. Mit diesem nahm er 1959 an Aktionen gegen Aufständische im Dschebel Akhdar im nördlichen Oman teil. Er wurde für seine dortigen Erfolge mit dem Military Cross ausgezeichnet.
Nach verschiedenen Aus- und Fortbildungen, unter anderem in Fort Bragg (North Carolina) bei amerikanischen Spezialeinheiten ging Jeapes als Squadron Commander 1968 erneut nach Malaya. Von dort wurde er 1970 mit dem 22. SAS-Regiment in den Oman abkommandiert, um dort an den Kämpfen gegen kommunistische Aufständische im Dhofar teilzunehmen. Nach dem erfolgreichen Abschluss des sechs Jahre andauernden Dhofar-Krieges wurde er als OBE ausgezeichnet.

## Weitere militärische Laufbahn
Jeapes konnte seine Erfahrungen aus seinem Einsatz im Oman bei verschiedenen Lehrgängen im In- und Ausland einbringen und wurde in den 1980er Jahren der Befehlshaber aller britischen Landstreitkräfte in Nordirland, die die dortige Polizei, die Royal Ulster Constabulary, im Kampf gegen Terroristen beider Seiten unterstützten. Seine Tätigkeit in Nordirland wurde als Companion to the Order of the Bath CB ausgezeichnet. Zuletzt war Jeapes als Generalmajor Kommandeur der britischen Mobile Force, des britischen Beitrags zum Allied Command Europe Mobile Force (ACE).
Jeapes ist verheiratet. Das Paar hat einen Sohn und eine Tochter.

## Veröffentlichungen
- SAS: Operation Oman. William Kimber, London 1980, ISBN 0-7183-0018-1.
  - erweiterte Auflage: SAS secret war : Operation Storm in the Middle East. Greenhill Books, 2005, ISBN 1-85367-567-9.